# Amaricoccus
Amaricoccus es un género de bacterias perteneciente a la familia de las Rhodobacteraceae. Se trata de organismos Gram-negativos y morfología de cocos.

### Revistas científicas
- Maszenan AM, Seviour RJ, Patel BK, Rees GN, McDougall BM (1997). «Amaricoccus gen. nov., a gram-negative coccus occurring in regular packages or tetrads, isolated from activated sludge biomass, and descriptions of Amaricoccus veronensis sp. nov., Amaricoccus tamworthensis sp. nov., Amaricoccus macauensis sp. nov., and Amaricoccus kaplicensis sp. nov». Int. J. Syst. Bacteriol. 47: 727-734. PMID 9226904.

### Libros científicos
- Garrity GM, Holt JG (2001). «Taxonomic Outline of the Archaea and Bacteria».  En DR Boone and RW Castenholz, eds., ed. Bergey's Manual of Systematic Bacteriology Volume 1: The Archaea and the deeply branching and phototrophic Bacteria (2nd edición). Nueva York: Springer Verlag. pp. p. 155–166. ISBN 978-0387987712.

- Datos: Q4740248
- Especies: Amaricoccus